# Ломакин, Владимир Гаврилович
Владимир Гаврилович Ломакин (1858, Санкт-Петербург — 1913, Ялтинский уезд, Таврическая губерния) — русский художник и сельскохозяйственный деятель; директор Никитского ботанического сада в 1906—1907 годах.

## Биография
Родился в 1858 году в Петербурге, в семье известного композитора, дирижёра и педагога по вокалу Гавриила Ломакина.
Окончил Гатчинский институт и Петровскую земледельческую и лесную академию. Получив образование агронома, он посвятил всю свою жизнь службе в департаменте земледелия России, используя свои профессиональные знания в селекции винограда, выращиваемого в ботанических садах Молдавии и Крыма. Стал директором Никитского ботанического сада.
Не имея базового художественного образования, благодаря своему таланту и упорству, Владимир Гаврилович смог также достичь больших результатов в живописи камерного характера. Работал в жанрах портрета и бытовой картины. Известны его пейзажи и жанровые сценки из жизни домочадцев, созданные на пленэре в Молдавии и Крыму, а также в имении Кизил-Таш.
В. Г. Ломакин давал первые уроки живописи своей дочери Марии, которая окончила монументальное отделение Петроградской Академии художеств. В декабре 2016 года его внучка — Марина Алексеевна Ломакина — подарила Белгородскому художественному музею большую коллекцию живописных произведений, включившую 51 работу её матери Марии Владимировны Ломакиной и 27 полотен деда — Владимира Гавриловича.
Умер в 1913 году в своем имении Кизил-Таш Ялтинского уезда. Был похоронен на Старом кладбище посёлка Никита.